# Brianna Miller
Pour les articles homonymes, voir Miller.
Pas d'image ? Cliquez ici

a Compétitions nationales et continentales officielles uniquement.

b Matchs officiels uniquement.
Brianna Miller, née le 18 septembre 1991 à Pointe-Claire (Canada), est une joueuse internationale canadienne de rugby à XV évoluant aux postes de demi de mêlée et d'arrière.

## Biographie
Brianna Miller naît le 18 septembre 1991 à Pointe-Claire au Canada. Durant sa jeunesse, elle est scolarisée au sein du John Abbott College. Par la suite, de 2010 à 2014, elle fait des études d'éducation physique à l'Université McGill de Montréal où elle joue pour l'équipe de rugby à XV de l'établissement, les Martlets de McGill. Avec cette équipe, elle inscrit un total de 370 points en 26 matchs, faisant d'elle la meilleure marqueuse de l'histoire de l'équipe. Durant son passage dans cette université, elle est sélectionnée avec l'équipe du Canada des moins de 20 ans en 2011. Elle continue ensuite ses études, au niveau master, au sein de l'Université d'Ottawa et joue avec les Gee-Gees d'Ottawa,.
En 2022, elle joue pour le club du Sainte-Anne-de-Bellevue RFC au Québec. Elle compte 31 sélections en équipe du Canada quand elle est retenue en septembre 2022 pour disputer sous les couleurs de son pays la Coupe du monde en Nouvelle-Zélande.
En septembre 2024, elle est sélectionnée pour le WXV avec son pays.